# Al-Burdż (Ramla)
Al-Burdż (arab. ‏البرج‎) – nieistniejąca już palestyńska wieś, która była położona w Dystrykcie Ramli w Mandacie Palestyny. Wieś została wyludniona i zniszczona podczas I wojny izraelsko-arabskiej, po ataku Sił Obronnych Izraela 15 lipca 1948.

## Położenie
Al-Burdż leżała na zachodnim skraju wzgórz Samarii. Według danych z 1945 do wsi należały ziemie o powierzchni 4708 ha. We wsi mieszkało wówczas 480 osób.
| Własność gruntów | Powierzchnia gruntów [ha] |
| ---------------- | ------------------------- |
| Arabowie         | 4 705                     |
| Żydzi            | 0                         |
| publiczne        | 3                         |
| Razem            | 4 708                     |

| Rodzaj użytkowanych gruntów | Arabowie [ha] | Żydzi [ha] |
| --------------------------- | ------------- | ---------- |
| uprawy oliwek               | 60            | 0          |
| uprawy nawadniane           | 6             | 0          |
| uprawy zbóż                 | 2 631         | 0          |
| nieużytki                   | 2 059         | 0          |
| zabudowane                  | 12            | 0          |

## Historia
W czasach krzyżowców w pobliżu tego miejsca wybudowano zamek obronny, który nazwano Castle Arnold.
W okresie panowania Brytyjczyków Al-Burdż była małą wsią. W 1947 utworzono szkołą podstawową dla chłopców, do której uczęszczało 35 uczniów.
Na początku I wojny izraelsko-arabskiej w maju 1948 wieś zajęły arabskie milicje, które atakowały żydowską komunikację w okolicy. Następnie do wsi wkroczyli żołnierze jordańskiego Legionu Arabskiego. Podczas operacji „Danny” 15 lipca 1948 wieś zajęli izraelscy żołnierze. Zmusili oni wszystkich mieszkańców do opuszczenia wioski, a domy wysadzili.

## Miejsce obecnie
Tereny wioski Al-Burdż stanowią obecnie część miasta Modi’in-Makkabbim-Re’ut, natomiast grunty rolne zajął utworzony w 1977 roku moszaw Kefar Rut.
Palestyński historyk Walid Chalidi, tak opisał pozostałości wioski al-Burdż: „Na szczycie wzgórza pozostają jedynie pozostałości po jednym domu. Obszar porastają kaktusy i dzikie rośliny”.